# Calorstat
 (août 2012).
Si vous disposez d'ouvrages ou d'articles de référence ou si vous connaissez des sites web de qualité traitant du thème abordé ici, merci de compléter l'article en donnant les références utiles à sa vérifiabilité et en les liant à la section « Notes et références ».

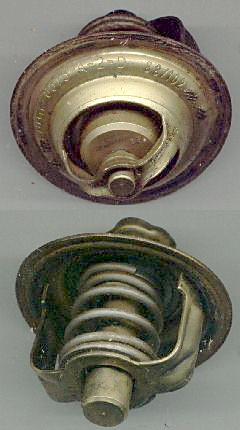
Soupape thermostatique de voiture.

Un calorstat, thermostat d'eau ou boîtier de sortie d'eau est un équipement autonome, comportant un thermostat, d'un moteur à combustion interne à refroidissement liquide (automobile, camion, avion, moto, etc.) servant à amener le moteur à sa température de fonctionnement optimale, et ce le plus rapidement possible, puis l'y maintenir.
Les éléments thermostatiques en cire transforment l'énergie thermique en énergie mécanique grâce à la dilatation thermique des cires lorsqu'elles fondent. Ce principe de moteur à cire trouve également des applications en dehors des systèmes de refroidissement des moteurs, notamment les vannes thermostatiques des radiateurs des systèmes de chauffage, la plomberie, l'industrie et l'agriculture.

## Remarque
La désignation exacte de ce dispositif est : une soupape thermostatique. À l'origine, le terme courant « Calorstat », provient d'une marque déposée de la société française : Vernet S.A. La marque « Calorstat » semblant avoir une signification logique (calor = calorie / stat = statique). Avec le temps, ce terme, a été employé à tort, de façon courante. Ce nom est improprement utilisé, tout comme Frigidaire pour désigner un réfrigérateur, ou Klaxon pour un avertisseur sonore. Frigidaire et Klaxon, sont des marques déposées.
Dans ce qui suit, la courte appellation « thermostat » sera préférée, à la marque Calorstat.

## Principe
C'est une valve, dont le degré d'ouverture dépend de la température : fermée à froid, l'ouverture se fait avec l'élévation de la température. Lorsqu'elle est fermée, celle-ci isole le moteur du radiateur, ainsi que de l'ensemble du circuit de refroidissement et, l'y relie progressivement lors de son ouverture (elle fait office de robinet, entre le vase de liquide de refroidissement et le reste du circuit). Cette valve baigne dans le fluide (eau ou air) de refroidissement du moteur.

## Fonctionnement

### Moteurs à refroidissement liquide
Tant que le moteur est froid, thermostat fermé, l'eau, ne passera pas dans le radiateur et la circulation d'eau sera donc limitée au moteur lui-même, qui montera rapidement en température. Lorsque la température d'ouverture du thermostat est atteinte, l'eau de refroidissement commence peu à peu à circuler aussi dans le radiateur. Le volume d'eau du bloc moteur se mélange à celui du radiateur et, la température du liquide de refroidissement de l'ensemble du circuit, s'homogénéise progressivement. Le moteur arrive alors, à sa température optimale de fonctionnement.
Si la température devient trop élevée, un thermocontact enclenche un ventilateur placé devant le radiateur, pour ramener l'eau du circuit à sa température optimale. Chose que l'on constate, lorsqu'on roule en ville et/ou dans les bouchons, puisque la vitesse réduite n'engendre qu'un faible passage d'air dans le radiateur et donc, un refroidissement réduit du liquide de refroidissement.
Sur les véhicules équipés d'un indicateur de température d'eau, on peut vérifier le bon fonctionnement du thermostat : la température affichée doit rester quasiment constante, bien que de petites variations subsistent, autour de la température optimale.

### Moteurs à refroidissement à air
Dans le cas d'un moteur à refroidissement à air "forcé" (exemple : modèle de Porsche "Carrera" avec ouverture sur le capot), le thermostat joue pratiquement le même rôle. De l'air est enfermé autour des culasses et chauffe, jusqu'à atteindre une bonne température de fonctionnement. Ensuite, cet air est libéré grâce au thermostat, puis, la turbine se met alors à pulser de l'air, afin de refroidir le moteur.
Une fois le moteur à température optimale, le thermostat joue aussi un rôle de régulateur. Si la température de l'eau, descend en dessous de la température optimale (traversée d'une zone d'air plus froid par exemple), il se refermera un légèrement, afin de limiter la circulation dans le radiateur et ainsi, faire remonter la température jusqu'au °C idéal. Quoique faibles, les variations d'ouverture sont continues, et cela, dans les deux sens.

## Utilité
Sans ce composant, le moteur mettrait un temps très long pour atteindre sa température optimale, sa chaleur étant dissipée dans le circuit de refroidissement.En dessous de cette température optimale, l'usure du moteur est très importante ; il est donc primordial, pour une question de longévité, d'y rester le moins longtemps possible, et en utilisant le moins de couple[réf. souhaitée].
C'est pour cette même raison, qu'il ne faut jamais demander d'effort important à un moteur, qui n'est pas encore monté en température (accélération immédiate et brutale). Il est utile de rouler calmement ou attendre que le moteur chauffe, avant d'accélérer plus fortement. En hiver, surtout si les températures sont proches de 0°C ou inférieures, il est nécessaire (même pour des moteurs modernes des années 2000 et après) de laisser tourner le moteur jusqu'à sa température de chauffe optimale, avant de rouler.
L'hystérésis est la différence constatée entre la courbe de la course ascendante et la courbe de la course descendante lors du chauffage et du refroidissement de l'élément. L'hystérésis est causée par l'inertie thermique de l'élément et par la friction entre les pièces en mouvement.

## Défaillance
Certaines défaillances de cette pièce peuvent être dramatiques et entraîner la surchauffe du moteur. Deux types de défaillances peuvent se produire si la vanne reste bloquée :
- en position fermée : cela entraîne une surchauffe du moteur[e] et une surpression dans le circuit de refroidissement. Cette pression de charge est souvent trop importante pour le joint de culasse, qui peut ne plus assurer l’étanchéité si, lorsque le voyant de contrôle de température s'allume, le conducteur n’arrête pas immédiatement le moteur, avant que la température critique ne soit atteinte ;
- en position ouverte : à froid, la température optimum de fonctionnement sera très longue à atteindre, ce qui a pour effet d'accentuer l'usure du moteur[4]. La traversée d'une zone d'air plus froid entraînera une baisse trop importante de la température du circuit de refroidissement. Un signe permettant de diagnostiquer un maintien anormal d'une température moteur basse est la perte d'huile rapide et sans trace de coulée sous le moteur. Ce dysfonctionnement est toutefois beaucoup moins grave que le premier, car l'usure n'est pas « immédiate » et les risques de surchauffe sont écartés. On risque l'usure rapide, mais très rarement la casse franche.

## Cas particuliers
En course, les préparateurs suppriment ce composant pour éviter tout risque de défaillance et optimiser la circulation du fluide de refroidissement. Cela permet d'assurer une circulation un peu plus libre, augmentant d'autant le rendement du circuit de refroidissement, et diminuant d'autant la puissance absorbée par la pompe à eau, mais oblige à faire chauffer le moteur à l’arrêt jusqu'à ce qu'il ait atteint sa température optimum de fonctionnement.